# Diego Giaretta
Diego da Silva Giaretta (Cascavel, 27 de novembro de 1983) é um ex-futebolista brasileiro que jogava como zagueiro.

## Títulos
Botafogo
- Taça Guanabara: 2015
- Campeonato Brasileiro - Série B: 2015